# Marc Pubill Pagès
Marc Pubill Pagès (Terrassa, Vallès Occidental, 20 de juny de 2003) és un futbolista professional català que juga com a lateral dret a l'Atlètic de Madrid. És internacional amb la selecció catalana

## Carrera de club

### Llevant
Nascut a Terrassa, Catalunya, Pubill va representar com a juvenil el CE Manresa, el RCD Espanyol, el Club Gimnàstic Manresa i el Llevant UE. El 13 de desembre de 2020, quan encara era juvenil, va debutar com a sènior amb el filial d'aquest últim jugant els últims 11 minuts d'una derrota contra l'Hércules CF a casa, per 0-1, en partit de la Segona Divisió B.
Pubill va marcar el seu primer gol com a major d'edat el 17 d'octubre de 2021, el tercer gol del filial en una victòria fora de casa per 0-3 sobre el mateix rival. El 3 de desembre, va renovar el seu contracte amb el club fins al 2026.
Pubill va debutar amb el primer equip i a la Primera divisió el 20 de desembre de 2021, començant com a titular en una derrota a casa per 3-4 contra el València CF. Va marcar el seu primer gol com a professional el 5 de febrer de 2023, marcant el primer gol en una victòria per 2-1 contra el FC Cartagena, a Segona Divisió.

### Almeria
El 9 d'agost de 2023, Pubill va signar un contracte de sis anys amb la UD Almeria, equip de Primera divisió. Dos mesos després, va sotmetre's a una intervenció quirúrgica per tractar una lesió al genoll, que el va fer perdre's bona part de la primera volta de la temporada 2023-24. Un cop recuperat, va assumir la titularitat a la banda dreta de la defensa, però no va poder evitar el descens de l'equip a la Segona Divisió.

## Internacional

### Catalunya
El 29 de maig de 2024 va disputar amb la selecció catalana el partit contra el Panamà, que va acabar en un empat a 2, a l'Estadi de la Nova Creu Alta.

### Espanya
Pubill va representar Espanya en categoria sub-19, i fou convocat per primer cop a l'octubre de 2021. Va ser un dels esportistes dels Països Catalans als Jocs Olímpics d'Estiu de 2024, disputant com a titular gairebé tots els partits de la selecció olímpica de futbol, marcant el primer gol de l'equip en el torneig i enduent-se la medalla d'or en la final contra França.

## Palmarès
Selecció espanyola
- 1 Medalla d'or en els Jocs Olímpics: 2024[14]